# Gradient environnemental
En écologie, un gradient environnemental est une variation, généralement continue, d'un ou plusieurs facteurs environnementaux à travers l'espace.
Mathématiquement, un gradient environnemental peut être défini comme une fonction représentant la relation entre un groupe de variables environnementales et les caractéristiques des organismes. Dans le cadre de la recherche en écologie, il est préférable que cette relation soit causale.

## Types de gradients

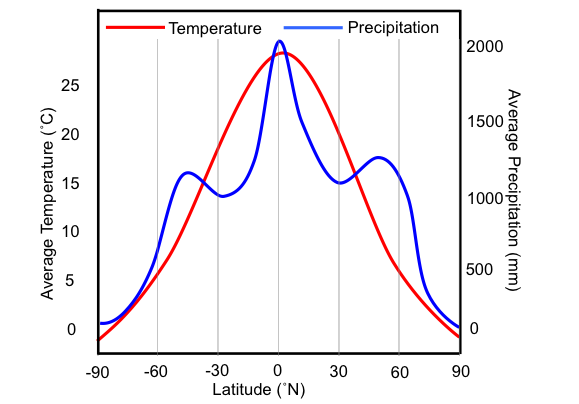
Un exemple de gradient environnemental à l'échelle de la Terre : la variation de la température moyenne et des sommes de précipitations en fonction de la latitude

Les gradients environnementaux peuvent être de différents types:
- Gradient de ressources (par exemple teneur en azote ou eau dans le sol)
- Gradient direct, caractérisé par un seul facteur (par exemple, température, pH)
- Gradient indirect, caractérisé par la covariation de plusieurs facteurs (par exemple, altitude, latitude, niveau d'anthropisation)
- Gradient de perturbations (par exemple, fréquence des feux, intensité du pâturage). Les successions écologiques peuvent être considérées comme faisant partie de ce type de gradient. Le gradient est alors caractérisé par le temps écoulé depuis la dernière perturbation.

## Importance des gradients en écologie
La distribution des individus d'une espèce le long de gradients environnementaux est une des bases de la théorie des niches écologiques. 
L'étude des gradients est un des outils d'étude de l'écologie fonctionnelle et de la théorie des filtres environnementaux, qui étudient la manière dont les gradients environnementaux sélectionnent les organismes en fonction de leurs traits fonctionnels de réponse et déterminent ainsi l'assemblage des communautés. Ces études permettent de mettre en évidence la présence de stratégies écologiques distinctes aux différents points d'un gradient. Par exemple, les espèces à stratégie acquisitive sont présentes dans les environnements aux sols les plus fertiles, tandis que les espèces à stratégie conservatrice sont présentes dans les environnements plus stressants.